# 팔로 (이탈리아)
팔로(이탈리아어: Fallo)는 이탈리아 아브루초주 키에티도에 있는 코무네이다.